# 上田初美
上田 初美（うえだ はつみ、1988年11月16日 - ）は、日本将棋連盟所属の女流棋士。女流棋士番号は26（2011年3月31日までは50）。東京都小平市出身。伊藤果八段門下。錦城高等学校卒業。夫は将棋棋士の及川拓馬。

## 経歴
2001年に12歳で女流棋士となる。
2006年度に行われた第1回白瀧あゆみ杯争奪戦（非公式戦）では、決勝で坂東香菜子を破って初代優勝者となった。
2008年度、第2回大和証券杯ネット将棋・女流最強戦で決勝戦に進出するが、中井広恵に敗れて準優勝。
2009年度、第20期女流王位戦で、挑戦者決定リーグ白組優勝、挑戦者決定戦に進出したが、紅組優勝の清水市代に敗れて挑戦権を逃した。第31期女流王将戦で挑戦者決定トーナメントを勝ち抜き、初のタイトル挑戦を決めた。清水市代女流王将との三番勝負ではストレート負けを喫し、タイトル獲得はならなかった。しかし、2009年度の対局数は36局を数え（岩根忍も同数）、第37回将棋大賞の女流最多対局賞（第37回で新設）を受賞した。
2011年度、5月10日の第4期マイナビ女子オープン五番勝負で甲斐智美女王に勝ち、ストレート勝ちで初タイトル「女王」を獲得。同日付で女流三段へ昇段し、また、「タイトル経験者」に該当したため日本将棋連盟正会員資格を得る。7月14日の第5回朝日杯将棋オープン戦で金沢孝史を破り、男性棋士に初勝利。
2012年度、第5期マイナビ女子オープン五番勝負で、プロ入り即タイトル獲得を目指す長谷川優貴をストレート勝ちで下し、タイトル初防衛。第39期女流名人位戦挑戦者決定プレーオフで清水市代に勝って挑戦権を獲得。里見香奈女流名人との五番勝負では2勝3敗で敗退したが、このシリーズの第5局（2013年2月27日）は棋士・女流棋士・将棋記者らから高く評価され、第40回将棋大賞の名局賞特別賞を女流の将棋として初めて受賞し、『将棋世界』2012年6月号の「プレイバック2012」で4位に選出された。第6回大和証券杯ネット将棋・女流最強戦の決勝戦で中井広恵を下して優勝し、2012年度限りで終了した本棋戦の最後の優勝者となった。
2013年度、第6期マイナビ女子オープン五番勝負第3局で里見香奈にストレート負けし、失冠。
2013年6月17日に、同じ伊藤果八段門下の将棋棋士である及川拓馬と結婚。
2014年度、第35期女流王将戦の挑戦者決定戦で香川愛生に敗れ、挑戦権の獲得ならず。第8期マイナビ女子オープン挑戦者決定戦では、長谷川同様にプロ入り即タイトル獲得を目指す和田あきを降し、加藤桃子女王への挑戦を決めた。
2015年度、第8期マイナビ女子オープン五番勝負では、2連敗の後で1勝を返すも、4局目で敗れて女王への復位ならず。第36期女流王将戦において、2年連続で挑戦者決定戦に進んだものの、清水市代に敗れてまたも挑戦権を逸す。第42期女流名人戦挑戦者決定リーグでは最終戦を前にして清水と首位で並んでいたが、第一子の出産のため休場を余儀なくされ（2015年10月-2016年2月）、最終戦は不戦敗となり、リーグ2位に終わる。
2016年度、第43期女流名人戦挑戦者決定リーグを7勝2敗で制し、挑戦権獲得。五番勝負では連勝スタートで里見香奈女流名人（女流五冠）をカド番に追い込んだが、そこから3連敗して敗退。2017年2月22日に東京・将棋会館で行われた第5局は手数が200手を超え、終盤で優劣が何度も入れ替わる熱戦であった。検討陣から、名局賞に値するという声が出た（2017年03月31日に発表された第44回将棋大賞で、同局は名局賞特別賞を受賞。また『将棋世界』2016年6月号の「プレイバック2016」で3位に選出された。）。6日後の2月28日、第10期マイナビ女子オープンの挑戦者決定戦で里見に逆転勝ちし、2期ぶりとなる加藤桃子女王への挑戦を決めた。
2017年度、第10期マイナビ女子オープン五番勝負では加藤桃子女王に3連敗を喫し、女王への復位を逸した。
2018年度、5月21日に女流四段に昇段（勝数規定、女流三段昇段後120勝）。第45期女流名人戦挑戦者決定リーグでは、第2子の出産を挟みながらリーグ戦を戦った。6月までに同リーグで4勝0敗の成績で出産による休場に入り、出産から2か月後の10月に早くも対局に復帰した。同リーグでは最終一斉対局が11月13日に行われるため、4対局を17日間で行う強行日程の中で2勝を挙げた。上田は6勝2敗でプレーオフ進出・女流名人戦挑戦の可能性を残して最終一斉対局を迎え、同じく6勝2敗の香川愛生に勝ち、プレーオフ進出はならなかったが7勝2敗で同リーグを終えた。

## 棋風・人物
- もともとは振飛車党[21]。その後、居飛車も指しこなすようになった[21]。
- 2011年度に初タイトルの女王を獲得して以来、タイトル戦では和服を着用している。
- 詰将棋創作を趣味とし、2017年の4月から9月まで、朝日新聞木曜日夕刊の詰将棋欄を担当した[22][23]。夫の及川は詰将棋作家として著名であり[24]、『将棋世界』の「詰将棋サロン」を担当している（2018年10月号現在）。
- 2014年より出身地である小平市観光まちづくり大使[25][26]。

## 昇段履歴
- 1995年00月00日 - 女流育成会入会
- 2001年04月01日 - 女流2級 [27][28]
- 2002年04月01日 - 女流1級（年間13局指し分け以上〈7勝以上〉／2001年度 8勝5敗）[29][30]
- 2003年04月01日 - 女流初段（年間13局指し分け以上〈7勝以上〉／2002年度 7勝6敗、女流通算15勝11敗）[30][31]
- 2008年06月30日 - 女流二段（勝数規定／女流初段昇段後公式戦60勝、女流通算75勝）[32]
- 2011年05月10日 - 女流三段（タイトル1期獲得 = 第4期マイナビ女子オープン）[33]
- 2018年05月21日 - 女流四段（勝数規定／女流三段昇段後公式戦120勝）[34]

## 主な成績

### 獲得タイトル
- 女王 2期 （2011年〈第4期〉- 2012年）

タイトル獲得 合計2期
タイトル挑戦
- 清麗：1回（2020年度〈第2期〉）
- 女王：5回（2011年〈第4期〉- 2013年・2015年・2017年）
- 女流名人：2回（2012年度〈第39期〉・2016年）
- 女流王将：1回（2009年度〈第31期〉）

登場回数 9回

### 一般棋戦優勝
- 大和証券杯ネット将棋・女流最強戦　1回（2012年度 = 第6回）

#### 非公式戦優勝
- 白瀧あゆみ杯争奪戦 1回（2006年 = 第1回）

### 将棋大賞
- 第37回（2009年度）- 女流最多対局賞
- 第40回（2012年度）- 女流棋士賞、名局賞特別賞（第39期女流名人位戦第5局、対里見香奈女流名人）
- 第44回（2016年度）- 女流棋士賞、名局賞特別賞（第43期女流名人戦第5局、対里見香奈女流名人）
- 第46回（2018年度）- 名局賞特別賞（第45期女流名人リーグ、対渡部愛女流二段）

### 棋歴等
- 2006年度、第1回白瀧あゆみ杯争奪戦 優勝
- 2008年度、第2回大和証券杯ネット将棋・女流最強戦 準優勝
- 2009年度、第20期女流王位戦挑戦者決定リーグ 白組優勝
- 2009年度、第31期女流王将戦 挑戦
- 2011年度、第4期マイナビ女子オープン五番勝負を制して「女王」獲得
- 2012年度、第5期マイナビ女子オープン五番勝負を制して「女王」防衛
- 2012年度、第39期女流名人位戦 挑戦
- 2012年度、第6回大和証券杯ネット将棋・女流最強戦 優勝
- 2013年度、第6期マイナビ女子オープン 挑戦
- 2015年度、第8期マイナビ女子オープン 挑戦
- 2016年度、第43期女流名人戦 挑戦
- 2017年度、第10期マイナビ女子オープン 挑戦
- 2020年度、第2期清麗戦 挑戦

### 年度別成績
| 年度                     | 対局数 | 勝数 | 負数 | 勝率   | (出典) |
| ------------------------ | ------ | ---- | ---- | ------ | ------ |
| 2001年度                 | 13     | 8    | 5    | 0.6153 | [ 35 ] |
| 2002年度                 | 13     | 7    | 6    | 0.5384 | [ 36 ] |
| 2003年度                 |        |      |      |        |        |
| 2004年度                 |        |      |      |        |        |
| 2005年度                 |        |      |      |        |        |
| 2006年度                 |        |      |      |        |        |
| 2007年度                 |        |      |      |        |        |
| 2008年度                 |        |      |      |        |        |
| 2009年度                 |        |      |      |        |        |
| 2010年度                 |        |      |      |        |        |
| 小計 2001-2010           |        |      |      |        |        |
| 年度                     | 対局数 | 勝数 | 負数 | 勝率   | (出典) |
| 2011年度                 |        |      |      |        |        |
| 2012年度                 |        |      |      |        |        |
| 2013年度                 |        |      |      |        |        |
| 2014年度                 |        |      |      |        |        |
| 2015年度                 |        |      |      |        |        |
| 2016年度                 |        |      |      |        |        |
| 2017年度                 |        |      |      |        |        |
| 2018年度                 |        |      |      |        |        |
| 2019年度                 |        |      |      |        |        |
| 2020年度                 |        |      |      |        |        |
| 小計 2011-2020           |        |      |      |        |        |
| 年度                     | 対局数 | 勝数 | 負数 | 勝率   | (出典) |
| 2021年度                 |        |      |      |        |        |
| 2022年度                 |        |      |      |        |        |
| 2023年度                 |        |      |      |        |        |
| 2024年度                 | 33     | 24   | 9    | 0.7272 | [ 37 ] |
| 小計 2021-2024           |        |      |      |        |        |
| 通算 2001-2024           | 634    | 399  | 235  | 0.6293 | [ 38 ] |
| 2024年度分までの通算成績 |        |      |      |        |        |

- 女流通算400勝 - 2025年4月2日達成（400勝235敗、女流通算8人目）[39][40][41]

| 年度         | 対局数       | 勝数         | 負数         | 勝率         | (出典)       |
| 通算         | 36           | 4            | 32           | 0.1111       | [ 38 ]       |
| 2024年度まで | 2024年度まで | 2024年度まで | 2024年度まで | 2024年度まで | 2024年度まで |
| ------------ | ------------ | ------------ | ------------ | ------------ | ------------ |

## テレビ出演
- 銀河戦（囲碁・将棋チャンネル 過去に記録を担当）
- 囲碁・将棋ジャーナル（NHK衛星第2テレビジョン 司会／2010年1月～3月）
- 将棋界の一番長い日～A級順位戦最終局（NHK衛星第2テレビジョン 聞き手／2010年3月）